# Giang Giản Khuê
Giang Giản Khuê (chữ Hán: 江簡珪) là hoàng hậu của Lưu Tống Hậu Phế Đế trong lịch sử Trung Quốc.

## Tiểu sử
Giang Giản Khuê xuất thân quý tộc, người Tế Dương quận, Khảo Thành (济阳郡考城; nay là phía đông huyện Dân Quyền, tỉnh Hà Nam). Ông nội là đại thần Giang Trí Uyên (江智淵) dưới triều Lưu Tống Hiếu Vũ Đế. Cha là đại thần Giang Quý Quân (江季筠).
Dưới thời Lưu Tống Minh Đế, bà thành thân với Thái tử Lưu Dục. Không biết lúc đó bà bao nhiêu tuổi, còn Lưu Dục chỉ mới 7 tuổi.
Năm 472, Minh Đế qua đời, và Thái tử Dục lên ngôi lúc mới 9 tuổi, tức Lưu Tống Hậu Phế Đế. Giang Giản Khuê được phong thành Hoàng hậu.
Năm 477, Hậu Phế Đế bị ám sát bởi Tiêu Đạo Thành, giáng thụy hiệu của Hậu Phế Đế thành Thương Ngô vương. Giang hoàng hậu bị giáng thành Thương Ngô vương phi (蒼梧王妃). Không biết khi nào qua đời.